# Francesc Llàcer Pla
Francesc Llàcer Pla (València, 2 d'octubre del 1918 – València, 14 d'abril del 2002) compositor i pedagog musical valencià.

## Biografia
De menut va ingressar com escolà al Reial Col·legi del Corpus Christi de València. El 1932, als 14 anys, va ser requerit des d'Elx perquè cantara les parts de l'Àngel i l'Ara Coeli del Misteri d'Elx, constituint un fet insòlit la participació d'un cantor no il·licità. El contacte amb la música coral seria una influència decisiva en la seua obra creativa com ell mateix va reconèixer. Va estudiar al Conservatori Superior de Música de València amb Manuel Palau i Josep Bàguena Soler.
Va haver de compatibilitzar la seua dedicació a la música amb els seus serveis com a funcionari de Sanitat, ocupant el lloc d'Administrador General de l'Escola de Puericultura de València.
La seua evolució musical és pràcticament la d'un autodidacte. En l'Espanya de la postguerra no va tenir massa oportunitats de viatjar i, per tant, la coneixença de les avantguardes musicals europees va ser producte del seu propi interès i dedicació. Ha reconegut com les influències més destacables les de Maurice Ravel i sobretot Béla Bartók, encara que també es va mostrar proper a algunes propostes estètiques de la Segona Escola de Viena, principalment d'Alban Berg, el més líric i "romàntic" de la trinitat vienesa. Va ser un dels primers compositors valencians a inscriure's en les propostes de la música contemporània i avantguardista imperants a Europa.
La seua primera obra data del 1952: Dos lieder amatorios. Sovint aquestes primeres obres mostren un esperit nacionalista valencià combinat amb un cert humorisme. A partir de Sincrección-Divertimento (1962), per a orquestra de corda, el llenguatge es torna més experimental. En la dècada de 1970, Llàcer troba un llenguatge personal que fa possible unir el lirisme, els ecos del folklore valencià i l'experimentalisme avantguardista en obres d'èxit, com ara Migraciones (1974)) o Amén de Folies (1978), per a orquestra. Segons Tomàs Marco en aquest període [Llàcer ens ofereix] una visió nova i singularment suggestiva del que podria ser un nacionalisme vist des d'una nova perspectiva i amb caràcter avançat.
El 1985, l'Orquestra Nacional d'Espanya va encarregar-li la composició d'un concert per a piano i orquestra.
En l'obra de Llàcer es troba sovint present l'element folklòric valencià, però com ell mateix ha dit "la seua influència es dona a partir dels suggeriments de l'alè del seu contingut expressiu, la paleta rítmica utilitzada, el colorit, el tractament de les seqüències texturals, etc." Així, Llàcer no en fa referències directes, superant l'esquema tradicional en la música nacionalista de finals del Segle XIX i principis de Segle XX.
Destaquen en el treball de Llàcer les seues innovacions harmòniques. Segons Josep Ruvira "Llàcer ha assumit l'herència occidental de l'anàlisi i la preocupació pel paràmetre harmònic. En aquest sentit, el seu treball, com a la seua manera la [Segona] Escola de Viena, Boulez, Xenakis i tants d'altres compositors del nostre segle, ha assumit que l'escala de les altures i les seues relacions constitueixen el troc central de la nostra història musical".
A banda de la seua tasca com a compositor i de la seua vida professional, va ser professor del Conservatori de València i de l'Institut Musical Giner. Té publicat el manual pedagògic Guia Analítica de formas musicales para estudiantes  (1982).

## Obres (Llista no exhaustiva)

### Orquestra
- 1974 El bosque de Opta
- 1956 Rondó Mirmidón
- 1959 Aguafuertes d'una novela
- 1962 Sincrección-Divertimento, per a orquestra de corda
- 1969 Trova Heptafónica, per a orquestra de corda
- 1978 Amén de Folies
- 1984 Concert per a piano i orquestra
- 1987 Ricercare concertante, per a dos pianos i orquestra

### Banda de Música
- 1962 Zoco esclavo y marcha oriental

### Música vocal
- 1952 2 Lieder amatorios, per a soprano i piano
- 1957 3 Lieder y una coplilla, per a soprano i orquestra amb piano
- 1966 Nou cançons per a la intimitat, per a soprano, flauta, clarinet, fagot i piano
- 1974 Migraciones, per a soprano i orquestra
- 1977 Loors de la Santíssima Creu, per a soprano i piano (comanda de Ràdio Nacional d'Espanya)

### Música coral
- 1953 Campanar de Benigànim, per a cor femení
- 1954 Tríptico popular, per a cor infantil
- 1956 Primavera en Hivern
- 1959 Al bon Déu, per a cor infantil
- 1960 Cançoneta dels innocents, per a cor infantil i orgue
- 1964 Himno de la enfermera, per a cor femení i orquestra
- 1966 Misa Puericia, per a cor infantil i orgue
- 1971 Himne del jardiner, per a cor masculí i banda
- 1972 Lamentació de Tirant lo Blanc
- 1973 Tres ratlles curtes, per a cor infantil
- 1975 Ajonetes, per a cor infantil

### Música de cambra
- 1961 Preludio místico, per a arpa
- 1963 Pentámero, per a arpa
- 1964 Invenciones, per a sis instruments
- 1970 Ciclos, per a violí i piano
- 1972 Cançó per a la intimitat, per a violí i piano
- 1974 Motete para el dia sexto, per a quartet de corda
- 1977 Episodios concertantes, per a guitarra, doble quartet de corda i percussió
- 1979 Huellas, per a violoncel i piano
- 1980 La otra trova Heptafónica, per a violoncel i piano
- 1981 Litúrgia II, per a quintet de vent
- 1985 Tenebrae, per a flauta i piano
- 1987 Textura y tropos, per a violí i piano

### Piano
- 1954 Preludi
- 1955 Sonata
- 1956 Noctámbulo, dedicada a Eduard López-Chávarri i Marco
- 1960 Sonatina
- 1981 Dístico percutiente
- 1986 Espacios sugerentes, homenatge a un quadre de Salvador Sòria
- 1988 Plurivoco

### Orgue
- 1961 Salida
- 1977 Litúrgia I
- 1986 Versus in conmemoratione Ioannis Cabanilles